# Takefumi Toma
Takefumi Toma (født 21. marts 1989) er en japansk fodboldspiller, som spiller for den japanske fodboldklub Matsumoto Yamaga FC.